# ジョセフ・H・オーガスト
ジョセフ・H・オーガスト（Joseph H. August, 1890年4月26日 - 1947年9月25日）は、アメリカ合衆国の撮影監督である。全米撮影監督協会の共同設立者である。
撮影作品にはアカデミー撮影賞にノミネートされた『ガンガ・ディン』（1939年）の他、『ノートルダムの傴僂男』（1939年）、『悪魔の金』（1941年）、『ジェニイの肖像』（1948年）がある。
1947年に『ジェニイの肖像』の撮影が完了した直後に死亡した。翌年のアカデミー賞では同作により2度目のノミネートを果たした。

## 主なフィルモグラフィ
- St. Elmo (1923)
- 曠原の志士 Tumbleweeds (1925)
- 我れ若し王者なりせば The Beloved Rogue (1927)
- 美人国二人行脚 Two Arabian Knights (1928)
- 河上の別荘 Up the River (1930)
- 海の底 Seas Beneath (1931)
- 男の敵 The Informer (1935)
- ガンガ・ディン Gunga Din (1939)
- ノートルダムの傴僂男 The Hunchback of Notre Dame (1939)
- ジェニイの肖像 Portrait of Jennie (1948)